# Peter Ehwald
Peter Ehwald (* 1979 in Ost-Berlin) ist ein deutscher Jazzmusiker (Tenor- und Sopransaxophon, Klarinette) und Musikpädagoge.

## Leben und Wirken
Ehwald wuchs in Berlin-Mitte auf und studierte Saxophon an den Musikhochschulen in Weimar und Köln, an der Royal Academy of Music in London und am City College of New York, wo er Unterricht bei Claudius Valk, John Patitucci, Rich Perry, Mike Holober, Julian Argüelles, Stan Sulzmann und Iain Ballamy hatte. Gemeinsam mit Bassist Friedrich Störmer und Drummer Wolfgang Höhn nahm er 2003 für JazzHausMusik das Album Away with Words auf, bei dem Musik von John Scofield neu interpretiert wurde. Am City College unterrichtete er 2007 bis 2009 Jazz-Combo und Bigband. 2007 wurde seine Komposition Alanis in der New Yorker Carnegie Hall unter seiner Mitwirkung aufgeführt. Konzertreisen führten ihn weiterhin nach Frankreich, Polen, Spanien, Finnland, aber auch Lateinamerika.
In Deutschland arbeitete er mit eigenen Formationen wie Double Trouble (mit Jonas Burgwinkel, Andreas Lang und Robert Landfermann) sowie u. a. im Frederik Leroux Quartet, im Trio Kim3 (mit Kim Efert), im Martin Schulte Quartett und in den Formationen Oktoposse und Schultzing um Stefan Schultze. Mit Paragon, einem Quartett aus Kölner und Londoner Jazzmusikern unter der Leitung des britischen Pianisten Arthur Lea und ihm, trat er 2007 in der map Jazz-Reihe des Music Art Projects auf. Im selben Jahr nahm er mit einem von ihm und Benedikt Jahnel geleiteten Doppelquartett für Konnex auf. 2010 arbeitete er mit dem italienischen Trio Monome. Mit Stefan Schultze leitet er das großformatige Backyard Jazz Orchestra, das Züge eines Balkanorchester hat. Im Trio mit Schultze und Tom Rainey legte er 2017 das Album Behind Her Eyes vor, dem weitere Alben folgten. Zudem tritt er im Ensemble ~su mit den koreanischen Musikerinnen Kim Bo-Sung und Shin Hyo Jin auf, um Klänge zwischen „klassischer“ Musik aus Korea, traditioneller Musik koreanischer Schamanen, der koreanischen Perkussionmusik Samulnori, Jazz und zeitgenössischer improvisierter Musik zu schaffen. Weiterhin spielte er im Quartett von Diego Piñera (Strange Ways), in Tobias Christls Wildern und im Quartett von Christian Krischkowsky.

## Diskographische Hinweise
- Peter Ehwald: Septuor de grand matin (Jazzwerkstatt, 2019)
- Peter Ehwalds Double Trouble: Dumont Dancer (Jazzwerkstatt, 2023)
- Peter Ehwald, Stefan Schultze, Tom Rainey: Public Radio (jazzwerkstatt 2025)[6]